# Ocythoe tuberculata
Ocythoe tuberculata Rafinesque, 1814 è un mollusco cefalopode appartenente all'ordine degli Ottopodi. È l'unica specie nota del genere Ocythoe Rafinesque, 1814 e della famiglia Ocythoidae Gray, 1849. Ocythoe tuberculata si trova nei mari caldi e temperati, soprattutto nell'emisfero settentrionale.

## Descrizione

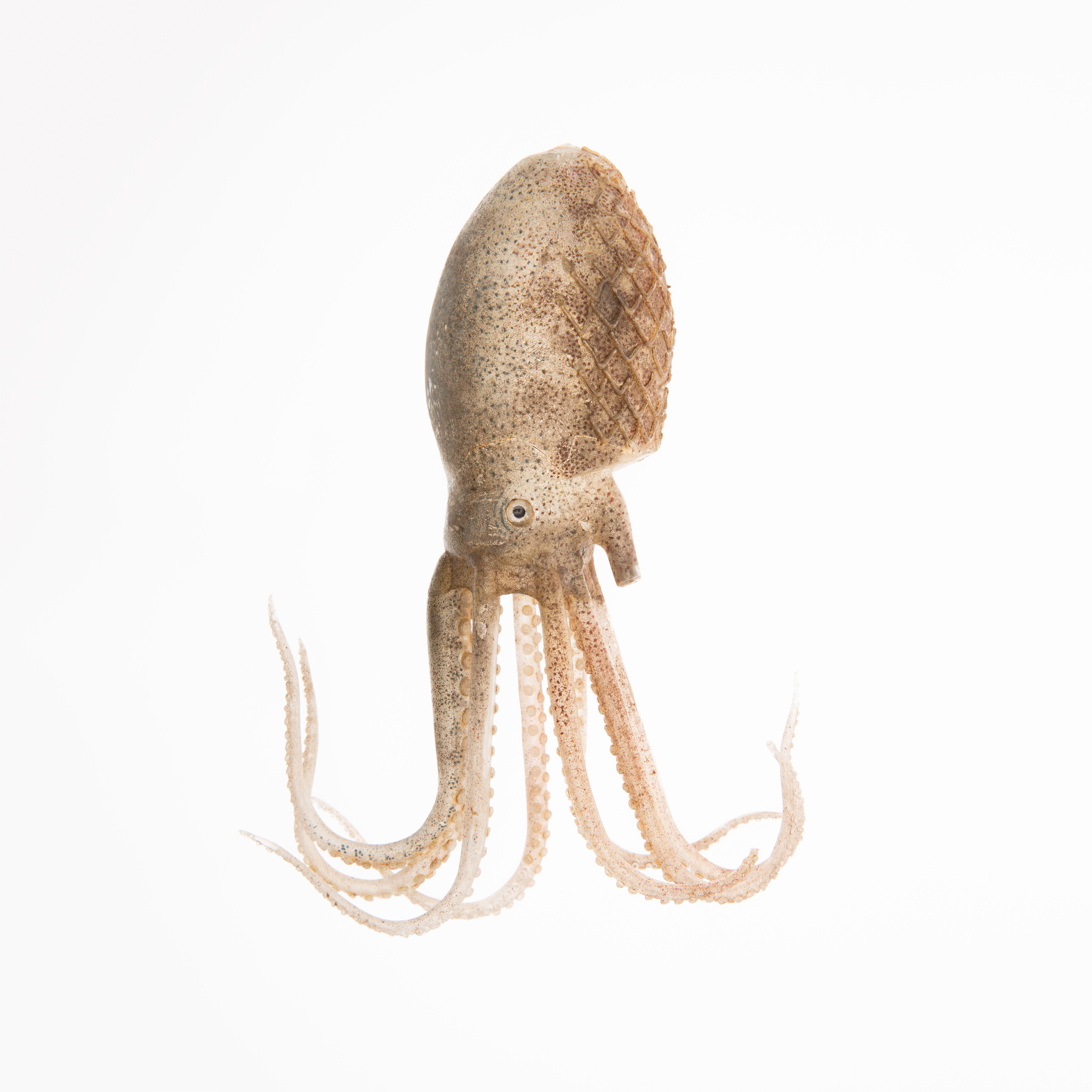
Disegno di O. tuberculata

O. tuberculata è uno dei pochi cefalopodi ad avere una vescica natatoria. In cattività, due esemplari sono stati osservati mentre controllavano il loro galleggiamento spruzzano acqua in avanti, verso l'alto, lateralmente e all'indietro dal canale superiore della cavità del mantello. Il mollusco riesce a fare ciò modificando gli angoli dorso-laterali dell'apertura del mantello. L'intera struttura della vescica natatoria poggia sulla massa viscerale e si collega alla cavità del mantello. Le vesciche natatorie dei giovani e degli adulti presentano differenze sostanziali. I giovani tendono ad avere pareti più spesse e gelatinose con cellule più sferiche. Gli adulti invece hanno un aspetto meno gelatinoso ed un lume aperto. I maschi nani non possiedono vescica natatoria.
Le femmine e i maschi presentano differenze morfologiche notevoli. Le femmine hanno una lunghezza del mantello dorsale maggiore una volta raggiunta la maturità, intorno ai 300 millimetri, mentre i maschi raggiungono una lunghezza del mantello dorsale di soli 30 millimetri circa. Le femmine raggiungono circa 1 m di lunghezza quando sono completamente cresciute, mentre i maschi sono notevolmente più piccoli, circa 10 cm. I maschi presentano anche un ectocotile ben sviluppato sul terzo braccio. Questa struttura contiene gli spermatofori e viene si distacca, rimanendo nel mantello della femmina durante l'accoppiamento per un lungo periodo di tempo per la fecondazione.
Sono state osservate femmine giovani e maschi maturi vivere all'interno delle salpe, anche se si sa ancora poco di questa relazione.

## Biologia
È noto che le femmine di O. tuberculata hanno un'elevata fecondità, producendo circa 100.000 uova. Le dimensioni delle uova sono in genere molto piccole, misurando 1,75 mm di lunghezza e 1,00 mm di larghezza. La fecondazione avviene quando l'ectocotile viene depositato dal maschio nella cavità del mantello della femmina.
La dieta degli Ocythoe non è documentata, tuttavia la maggior parte dei polpi è predatoria. È noto che i polpi pelagici si nutrono tipicamente di gamberi, pesci o altri cefalopodi.
Sono numerosi i predatori noti degli Ocythoe. Si tratta dei pesci lancetta (Alepisaurus borealis e A. ferox), dei tonni (Thunnus alalunga, T. thynnus e Germon germon) e del delfino di Risso (Grampus griseus). Questi predatori hanno un ampio raggio verticale e in genere predano O. tuberculata tra 100 e 200 metri di profondità.

## Distribuzione e habitat
O. tuberculata abita principalmente le acque dell'emisfero settentrionale, tipicamente nel Mar Mediterraneo, così come nelle parti orientali e occidentali del Nord Atlantico. O. tuberculata è stata trovata anche nelle acque del Pacifico settentrionale, con pochissimi individui trovati nell'emisfero meridionale, sia nell'oceano Indiano che in quello Pacifico.